# The Sound of Sonny
Albums de Sonny Rollins
Sonny Rollins, Vol. 2
(1957) Newk's Time
(1957)
The Sound of Sonny est un album jazz du saxophoniste ténor Sonny Rollins enregistré en juin 1957. Il est son premier album enregistré pour le label Riverside. Une version CD remastérisée de l'album LP d'origine est parue en 2007 avec un titre supplémentaire.

## Titres
Avec huit standards et deux compositions personnelles Cutie et le titre additionnel Funky Hotel Blues, Rollins souhaite sur cet album réinterpréter des morceaux moins connus des jazzmen tel que Tootsie ou Mangoes (un tube de Rosemary Clooney à cette période) ou encore Just in Time, une mélodie issue d'un spectacle de variété. Toot, Toot, Tootsie est un morceau rendu célèbre par le chanteur Al Jolson mais son caractère clownesque sur les noirs a probablement inciter Rollins à vouloir interpréter ce titre. À l'image des titres comme I'm An Old Cowhand ou Wagon Wheels sur l'album Way Out West, Rollins prend du plaisir à jouer des morceaux au style léger et humoristique. À propos du morceau Tootsie, l'auteur Richard Palmer indique qu'à travers l'humour et l'ironie de Jolson transparaît la dénonciation des préjugés et de la haine que de nombreuses minorités de toutes sortes peuvent attirer. Palmer ajoute que « ceci aurait interpeller l'esprit anguleux de Rollins et sa lecture du morceau est remarquable par sa bonne humeur virile. ».
| N°     | Titre                     | Compositeur                                             | Durée |
| ------ | ------------------------- | ------------------------------------------------------- | ----- |
| Face 1 |                           |                                                         |       |
| 1.     | The Last Time I Saw Paris | Oscar Hammerstein II, Jerome Kern                       | 2:58  |
| 2.     | Just in Time              | Betty Comden, Adolph Green, Jule Styne                  | 3:59  |
| 3.     | Toot, Toot, Tootsie       | Ernie Erdman, Ted Fio Rito, Gus Kahn, Robert A. K. King | 4:25  |
| 4.     | What Is There to Say?     | Vernon Duke, E.Y. "Yip" Harburg                         | 4:55  |
| 5.     | Dearly Beloved            | Jerome Kern, Johnny Mercer                              | 3:07  |
| Face 2 |                           |                                                         |       |
| 6.     | Every Time We Say Goodbye | Cole Porter                                             | 3:23  |
| 7.     | Cutie                     | Sonny Rollins                                           | 5:54  |
| 8.     | It Could Happen to You    | Johnny Burke, James Van Heusen                          | 3:47  |
| 9.     | Mangoes                   | Dale Libbey, Sid Wayne                                  | 5:34  |
| 10.    | Funky Hotel Blues *.      | Sonny Rollins                                           | 5:58  |

## Enregistrement
L'enregistrement de l'album se déroule au Reeves Sound Studios à New York au mois de juin 1957. Les titres 5, 6 et 8 sont enregistrés le 11 juin, les titres 2, 3, 7, 9 le lendemain puis les titres 1, 4, 10 le 19 juin.
Les séances d'enregistrement ont lieu en quartet; Sonny Rollins au saxophone ténor, Sonny Clark au piano, Percy Heath à la contrebasse, un membre du Modern Jazz Quartet et Roy Haynes à la batterie.
Heath n'est pas disponible lors d'une journée d'enregistrement et c'est Paul Chambers qui le remplace sur les morceaux The Last Time I Saw Paris; What Is There to See et Funky Hotel Blues, morceau sur lequel il exécute un solo. À noter l'absence de piano sur le morceau The Last Time I Saw Paris. De plus Sonny Rollins est le seul interprète sur le morceau It Could Happen to You, un standard de James Van Heusen.
| Musicien      | Instrument      | Titre      |  | Équipe technique |                         |
| ------------- | --------------- | ---------- |  | ---------------- | ----------------------- |
| Sonny Rollins | saxophone ténor | 1 - 5      |  | Orrin Keepnews   | producteur, liner notes |
| Sonny Clark   | piano           | 2-7, 9     |  | Jack Higgins     | ingénieur               |
| Percy Heath   | contrebasse     | 2, 3, 5-7  |  | Paul Weller      | photographie couverture |
| Paul Chambers | contrebasse     | 1, 4, 10   |  | Paul Bacon       | design couverture       |
| Roy Haynes    | batterie        | 1-7, 9, 10 |  |                  |                         |